# Eddie Dunbar
Edward Dunbar, detto Eddie (Banteer, 1º settembre 1996), è un ciclista su strada irlandese che corre per il Team Jayco AlUla. Professionista dal 2018, ha caratteristiche di scalatore. In carriera ha vinto due tappe, alla Vuelta a España 2024.

## Palmarès

### Strada
- 2014 (Juniores)

Classifica generale Trofeo Karlsberg
Campionati irlandesi, Prova in linea Juniores
- 2016 (Axeon Hagens Berman, una vittoria)

7ª tappa An Post Rás (Dungarvan > Baltinglass)
- 2017 (Axeon Hagens Berman, una vittoria)

Giro delle Fiandre Under-23
- 2022 (Ineos Grenadiers, due vittorie)

Classifica generale Settimana Internazionale di Coppi e Bartali
Classifica generale Tour de Hongrie
- 2024 (Team Jayco AlUla, tre vittorie)

Campionati irlandesi, Prova a cronometro Elite
11ª tappa Vuelta a España (Padrón > Padrón)
20ª tappa Vuelta a España (Villarcayo > Picón Blanco)

#### Altri successi
- 2021 (Ineos Grenadiers)

Classifica giovani Tour de Suisse

## Piazzamenti

### Grandi Giri
- Giro d'Italia

2019: 22º
2023: 7º
2024: ritirato (3ª tappa)
- Tour de France

2025: ritirato (8ª tappa)
- Vuelta a España

2023: ritirato (5ª tappa)
2024: 11º

### Classiche monumento
- Liegi-Bastogne-Liegi

2018: 106º
2019: 75º
2021: 124º
- Giro di Lombardia

2020: 40º
2021: 87º
2023: 106º

### Competizioni mondiali
- Campionati del mondo

Toscana 2013 - In linea Juniores: 129º
Ponferrada 2014 - In linea Juniores: 60º
Richmond 2015 - Cronometro Under-23: 38º
Richmond 2015 - In linea Under-23: 108º
Doha 2016 - Cronometro Under-23: 9º
Doha 2016 - In linea Under-23: 49º
Innsbruck 2018 - In linea Under-23: 19º
Yorkshire 2019 - Cronometro Elite: 26º
Yorkshire 2019 - In linea Elite: ritirato
Fiandre 2021 - In linea Elite: ritirato
Zurigo 2024 - In linea Elite: 67º
- Giochi olimpici

Tokyo 2020 - In linea: 76º

### Competizioni europee
- Campionati europei

Olomuoc 2013 - In linea Juniores: 26º
Nyon 2014 - In linea Juniores: 24º
Tartu 2015 - Cronometro Under-23: 9º
Tartu 2015 - In linea Under-23: 28º
Plumelec 2016 - Cronometro Under-23: 6º
Plumelec 2016 - In linea Under-23: 41º
Herning 2017 - Cronometro Under-23: 19º
Herning 2017 - In linea Under-23: non partito
Glasgow 2018 - Cronometro Elite: 28º
Glasgow 2018 - In linea Elite: ritirato
Alkmaar 2019 - Cronometro Elite: 19º
Monaco di Baviera 2022 - In linea Elite: 90º
- Giochi europei

Baku 2015 - In linea: 48º